# Sebastian Gafvelin
Sebastian Johannes Gafvelin född 19 september 1990 är en svensk innebandyspelare. 
Gafvelin började sin karriär i Vendelsö IK vid 8 års ålder. Han har senare representerat IK Malmen 2002/03 - 2003/04, Högdalens IBF 2003/04 - 2006/07 och IBK Handen 2007/08. Från IBK Handen värvades han till Svenska Superligan-laget Järfälla IBK, sommaren 2008. 2008/2009 var Gafvelin med 22 mål och 16 assist (38 poäng) på 29 matcher en av de bästa spelarna i Järfälla och han nominerades till Årets Rookie av Innebandymagazinet.
Gafvelin var med i Sveriges U19-trupp till Finnkampen 2009. 